# 2000 en Palestine
Chronologie de la Palestine
- 1996
- 1997
- 1998
- 1999
- 2000
- 2001
- 2002
- 2003
- 2004

Cette page concerne les évènements survenus en 2000 en Palestine :

## Évènements
- juillet : Sommet de Camp David II
- septembre : Seconde intifada (jusqu'à environ février 2005
- 12 octobre :  Lynchage de réservistes israéliens à Ramallah
- 19-23 décembre :  Paramètres de Clinton (en) : après le Sommet de Camp David, des négociations ont lieu entre Israéliens et Palestiniens. Les paramètres sont les compromis que Clinton considère comme les meilleurs possibles dans les limites des positions des deux partis. Les Clinton doivent servir de base à de nouvelles négociations.

## Sport
- Participation de la Palestine au Championnat d'Asie de l'Ouest de football 2000
- Participation de la Palestine aux Jeux olympiques d'été de 2000
- Participation de la Palestine aux Jeux paralympiques d'été de 2000 (en)

## Création
- Brigades des martyrs d'Al-Aqsa
- El Matan ; avant-poste israélien en Cisjordanie.
- Forces nationales et islamiques en Palestine
- Bureau de représentation de l'Australie à Ramallah (en)

## Décès
- Bashir Barghouti (en), journaliste et chef communiste.
- Mohammed al-Durah, enfant de 12 ans tué par balle.